# US Marocaine Casablanca

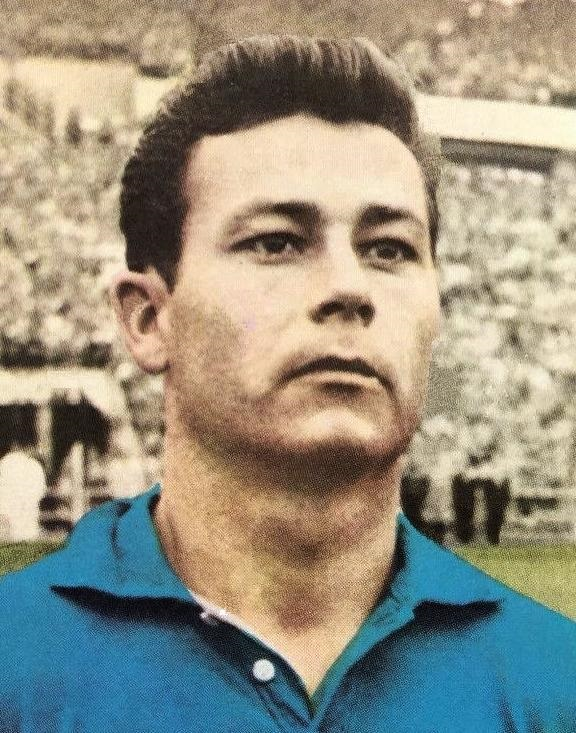
Just Fontaine – piłkarz klubu w latach 1950–1953

Union Sportive Marocaine de Casablanca – marokański klub piłkarski istniejący w latach 1917–1957. Siedzibę miał w Casablance.

## Opis
Klub został założony 13 kwietnia 1917 roku. Dwukrotnie zdobywał mistrzostwo Maroka -– w sezonie 1926/1927 oraz 1928/1929. W klubie w latach 1950–1953 karierę zaczynał Just Fontaine. Klub zniknął z areny piłkarskiej w 1957 roku, po odzyskaniu przez Maroko niepodległości.  Grał na stadionie Philippe.